# 日本国大君

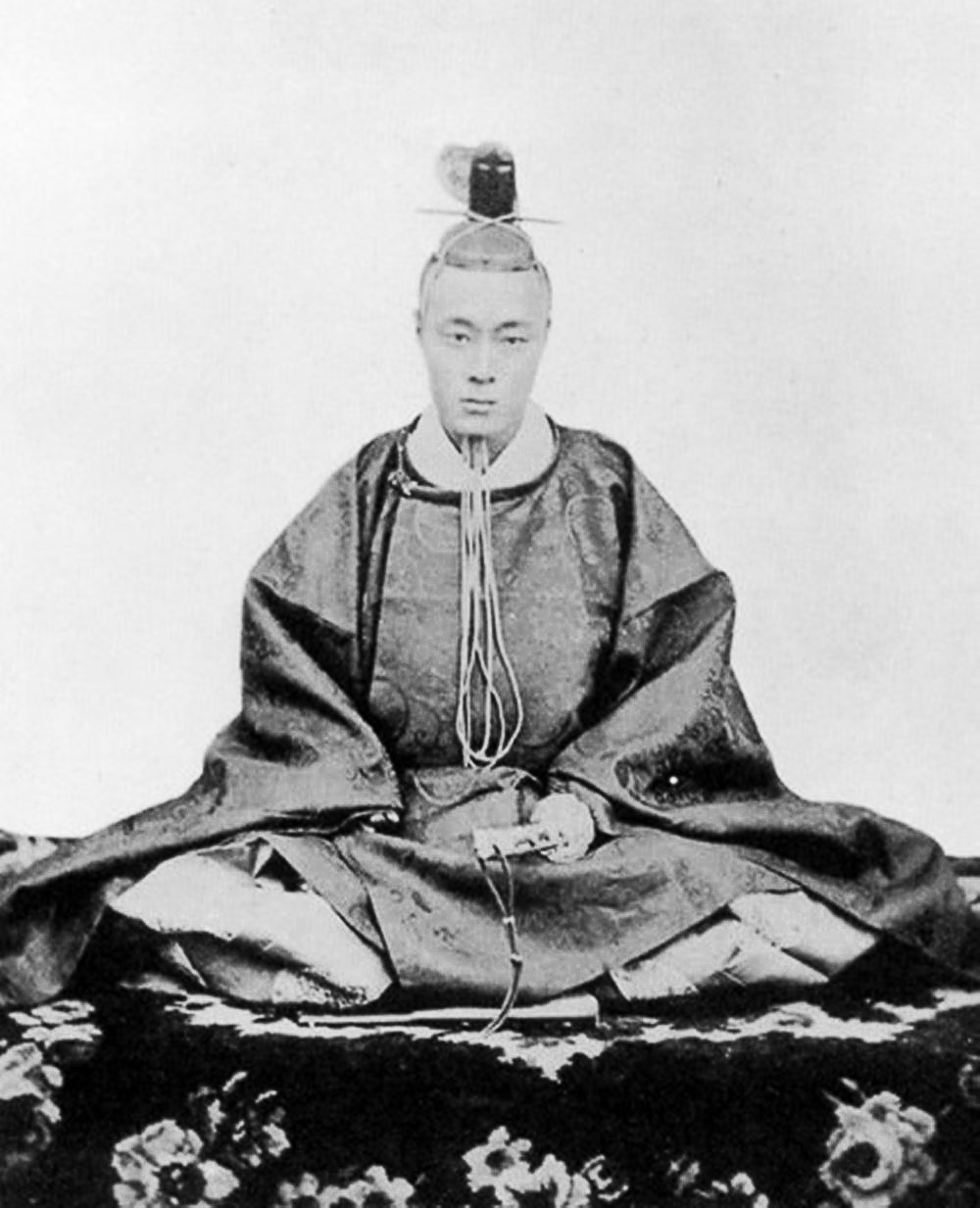
最後の将軍となった徳川慶喜

日本国大君（にほんこくたいくん）または日本大君（にほんたいくん）は、日本の江戸時代に対外的に用いられた、征夷大将軍の外交称号。江戸幕府が外交文書（国書）において使用し、初めは朝鮮との間で用いられ、のちに琉球やヨーロッパ諸国との外交関係でも用いられた。略称は「大君」。

## 概要
幕府の長である征夷大将軍、略して将軍は、字義的には単なる軍事司令官の称号に過ぎないことは、江戸幕府としても十分承知していた。そのため外交において、日本を代表する存在として認められる称号を用いる必要があった。
大君の語は『易経』に由来し、「大君命あり、国を開き家を承く」（大君有命，開國承家）、「武人大君と為る」（武人為於大君）、「知ありて臨む、大君の宜なり」（知臨，大君之宜）などと見えるもので、いずれも天子を指す。
また、英語やドイツ語などで（特に経済的な）実力者や大物を意味する タイクーン（例：ドイツ語のtycoonのページ) の語源となった。

## 歴史
日本で支配者を意味する称号としては、室町時代に足利将軍（室町殿）が中国の明朝から冊封を受けて「日本国王」となり、外交文書においては国王号が使用されていた。足利義満は最初、征夷大将軍を名乗ったが、明より外交相手として認めてもらえなかった経験によるものであるが、日本国王は中華王朝との宗属関係を意味する号であり、朝廷からは「他国より王爵を得た」という批判を受けた。
江戸時代には、豊臣秀吉の朝鮮出兵で断絶していた日朝、日明関係の国交修復が試みられ、2代将軍徳川秀忠の時代には対馬の宗氏を仲介に李氏朝鮮との交渉が行われる。当時、将軍は「日本国源秀忠」という肩書きを使用しない署名を用いており、朝鮮に送る国書もこの形式がとられた。しかし朝鮮との貿易に依存していた宗氏は独断で国書を偽造し、国書の署名を「日本国王」として貿易の開始を取り付けた。後に送られる国書も偽造と改竄を続けたが、寛永10年（1633年）に事態が発覚する（柳川一件）。これを機に幕府は朝鮮に対し「大君」号と日本元号の使用を伝え、1636年（寛永13年）来日の朝鮮通信使から正式に使用される。
6代将軍徳川家宣のとき、正徳の治と呼ばれる改革を主導した新井白石は、多額の経費を要した通信使の待遇簡略化に取り組み、白石は「大君」が朝鮮では王子の嫡子を意味する称号であるとして、朝鮮国王との釣り合いを取るため、返書に記される「日本国大君」を「日本国王」に変更した（大君一件）。しかしこれには反対意見もあり、8代将軍徳川吉宗時代に再び「大君」号に改められる。
日米和親条約締結以降は、欧米諸国に対応するために条約の和文などにおいて「日本大君」「帝国日本大君」「帝国大日本大君」などが用いられ、1868年（明治元年）、天皇が外交権を接収するまで続いた。もっとも、「大君」に対応する西欧語は一定せず、とりわけ初期には天皇と将軍の関係が知られていなかったこともあり、中国の皇帝を指す場合と同様の「尊厳なる君主」の意味の"august sovereign"(英語)や一般に「皇帝」を意味する"Emperor"（英語）、"Keizer"（オランダ語）、"Empereur"（フランス語）が用いられていたが、後に天皇と将軍の関係が知られるようになると、「大君」の音訳たる"Ty-coon"もしくは"Tycoon"（英語）、"Tai-koen"（オランダ語）や、「大君」の直訳である"Grand Souverain"（フランス語）が用いられるようになった。
また、幕末の幕政改革においては、西周らにより議会政治を取り入れ、“大君”を元首とする国家体制も構想された。
明治以降は「大君」（おおきみ）が天皇の非公式な尊称のひとつとして使われる事になる。